# Lista episoadelor ale serialului Doi câini proști
Aceasta este o lista de episoade ale serialului Hanna-Barbera Doi câini proști.

## Sezonul 1 (1993)
| Nr. | Doi câini proști           | Veverița spion  | Doi câini proști             | Data         |
| --- | -------------------------- | --------------- | ---------------------------- | ------------ |
| 1   | "Door Jam"                 | "Goldflipper"   | "Where's the Bone"           | 1993·Sept·05 |
| 2   | "Cornflakes"               | "Greg"          | "Home Is Where Your Head Is" | 1993·Sept·12 |
| 3   | "Vegas Buffet"             | "Quark"         | "Love in the Park"           | 1993·Sept·19 |
| 4   | "Show and Tell"            | "Queen Bea"     | "At the Drive-In"            | 1993·Sept·26 |
| 5   | "Space Dogs"               | "Hot Rodney"    | "Pie in the Sky"             | 1993·Oct·03  |
| 6   | "A Quarter"                | "Egg"           | "Red"                        | 1993·Oct·10  |
| 7   | "Substitute Teacher"       | "Chameleon"     | "Seeing Eye Dogs"            | 1993·Oct·17  |
| 8   | "Spooks-A-Poppin"          | "Agent Penny"   | "Sheep Dogs"                 | 1993·Oct·24  |
| 9   | "Trash Day"                | "Scirocco Mole" | "Hollywood's Ark"            | 1993·Oct·31  |
| 10  | "Family Values"            | "Platypus"      | "Red Strikes Back"           | 1993·Nov·07  |
| 11  | "Stunt Dogs"               | "Doctor O"      | "Return of Red"              | 1993·Nov·14  |
| 12  | "Let's Make a Right Price" | "One Ton"       | "Far Out Friday"             | 1993·Nov·21  |
| 13  | "Cat!"                     | "Voodoo Goat"   | "Love Doctors"               | 1993·Nov·28  |

## Sezonul 2 (1994-1995)
| Nr. | Doi câini proști                   | Data         |
| --- | ---------------------------------- | ------------ |
| 1   | "Axinia Gabriel"                   | 1994·Sept·05 |
| 2   | "Las Pelotas"                      | 1994·Sept·12 |
| 3   | "Post Office"                      | 1994·Sept·19 |
| 4   | "Day Dream"                        | 1994·Oct·24  |
| 5   | "Love"                             | 1994·Oct·31  |
| 6   | "Inside Out"                       | 1994·Nov·07  |
| 7   | "Spit Soup"                        | 1994·Nov·14  |
| 8   | "Fun!'"                            | 1994·Nov·21  |
| 9   | "The Rise and Fall of the Big Dog" | 1994·Dec·5   |
| 10  | "Cookies, Ookies, Blookies"        | 1994·Dec·19  |
| 11  | "Cartoon Canines"                  | 1995·Jan·30  |
| 12  | "Bathroom Humor"                   | 1995·Feb·6   |
| 13  | "Hobo Hounds"                      | 1995·Feb·13  |